# Виктор Медведчук
Виктор Владимирович Медведчук (укр. Віктор Володимирович Медведчук; рус. Виктор Владимирович Медведчук; Почет, СССР, 7. август 1954) украјински је политичар, бизнисмен и председник странке Опозициона платформа — За живот.

## Биографија
Рођен је 1954. године у селу Почет, Абански рејон. Заслужни је правник Украјине од 1992. године. Доктор права од 1997, а професор од 2001. Дописни члан Академије еколошких наука Украјине, члан Академије економских наука Украјине, члан Међународне словенске академије  и члан Националне академије правних наука Украјине. Био је члан Високог савета правде Украјине (1998−2004, 2007 и од новембра 2008). Члан Савета за националну безбедност и одбрану Украјине (2002−2005). Члан странке СДПУ од 1994. (од 1996 – СДПУ (у)). Председник Социјалдемократске партије Украјине (уједињене) 1998−2007, а заменик председника СДПУ (у) 1996−1998.
Представник Украјине у Трилатералној контакт групи (2014−2018, 2018−2019). Шеф администрације председника Украјине 2002−2005, први потпредседник Врховне раде Украјине 2000−2001, потпредседник Врховне раде Украјине 1998−2000, народни посланик Украјине у неколико сазива.
Шеф политичког савета странке Опозициона платформа — За живот (2018). Лидер свеукрајинског јавног покрета „Украјински избор — право народа”. Често је окарактерисан као политичар који има проруске ставове и за лобирање за руске интересе. Медведчук је један од најбогатијих људи у Украјини.
Дана 11. маја 2021. године против Тараса Козака и Виктора Медведчука покренут је поступак од стране украјинских власти за издају. Медведчук је у октобру исте године оптужен за велеиздају и наводно омогућавање активности терористичких организација, осумњичен је да је спроводио „злочиначку шему за испоруку угља” из ДНР и ЛНР од краја 2014. до почетка 2015. и о томе извештавао руске власти. Служба безбедности Украјине је у оквиру новог случаја, планирала и проверу бившег председника Украјине Петра Порошенка.
Суд му је 2022. продужио кућни притвор на десет месеци у случају испорука угља из Донбаса, иако, у складу са законом, не може бити дужи од шест месеци. Право место боравка Медведчука је непознато, а према подацима Тужилаштва Украјине, он је нестао из кућног притвора. Међутим, према речима адвоката Ларисе Чередниченко, „Виктор Медведчук је евакуисан на безбедно место у Кијеву“. Јуриј Бојко је 8. марта, уместо Медведчука, постао привремени председник политичког савета Опозициона платформа — За живот.
Служба безбедности Украјине га је ухапсила 12. априла 2022. године. Дана 21. септембра 2022. године Русија је разменила Медведчука заједно са 55 руских војника, за 215 украјинских војника (од којих су 124 официра), укључујући 108 бораца и вођа неонацистичког пука Азов (командант Денис Прокопенко „Редис” и његов заменик Свјатослав Паламар „Калина”).
Оптужбе за умешаност у сузбијање Евромајдана
Медведчук је председник проруске политичке организације Украјински избор. Године 2013. почео је јавно да напада Европску унију, у једном тренутку упоређујући је са нацистичким Трећим рајхом.
Медведчук је био отворени и огорчени критичар протестне кампање Евромајдана од новембра 2013. до фебруара 2014. (првобитно усмерене на поништавање друге одлуке владе Азарова да обустави припреме за потписивање Споразума о придруживању и дубоког и свеобухватног споразума о слободној трговини са Европском унијом ). Он је 30. новембра осудио серију протеста, познатих као Евромајдан, који подржавају ближе везе између Украјине и ЕУ. После једног од својих састанака у децембру 2013. са руским председником Владимиром Путином, Медведчук је јавно обећао да ће се „позабавити“ проевропским демонстрантима у Украјини.
Активисти Евромајдана су тврдили да је Медведчук био међу организаторима покушаја убиства украјинске новинарке Тетјане Чорновол 25. децембра 2013. године. Назвали су га „починиоцем“ и његово име довели у везу са крвавим догађајима у штрајку владе против Евромајдана. С обзиром на све недавне Медведчукове активности усмерене на гурање Украјине у економску унију са Русијом, активисти Евромајдана дошли су у једну од вила Медведчука да протестују.
Истог дана Медведчук је тврдио да је „спреман за рат“ са украјинским опозиционим партијама. Следећег дана, лист Украјинска правда објавио је истраживачки чланак о наводном незаконитом преузимању државне имовине Медведчука 2004. године, док је био шеф администрације украјинског председника. Извор информација је био Михаил Чечетов (у то време шеф државне имовине), који је био „принуђен“ (по сопственим речима) да помогне Медведчуку у том послу.
Медведчук је 8. јануара 2014. добио тужбу за клевету против Оксане Забужко. У интервјуу за Радио Слобода писац је оптужио Медведчука за умешаност у провокације против Евромајдана 30. новембра – 1. децембра (Медведчук је тражио симболичан износ од 0,25 ₴ као компензацију).
Медведчук је 9. јануара 2014. изјавио да „Одсуство превода текста Споразума о придруживању [ЕУ], давање прекомерних асиметричних привилегија европским произвођачима – све то указује да се ЕУ спремала да украјинску економију претвори у сирову материјални додатак“. Он је такође веровао да зато што „садашњи тим“ који предводи украјински одговор на „мешање дипломата ЕУ и САД у унутрашње ствари Украјине изазива озбиљну сумњу да је садашњи тим у стању да заштити економске интересе Украјине“. „Стога, пре него што украјински народ донесе директну одлуку о избору вектора спољне интеграције, било какве акције власти на лобирању ове политике представљају само политичке спекулације, које немају никакве везе са вољом народа и заштита економских интереса наше земље“.

## Приватни живот
Од 2003. године је ожењен са ТВ водитељком Оксаном Марченко. Прва жена му је била Марина Владимировна Лебедева, а друга Наталија Георгијевна Гаврилук (рођена 1952).
Има две кћерке: Ирина (рођена 1982), из другог брака, студирала и живела у Швајцарској и Дарију (рођена 20. маја 2004). Даријин кум, односно, Медведчуков кум је председник Руске Федерације Владимир Путин.